# Coll de Costoja

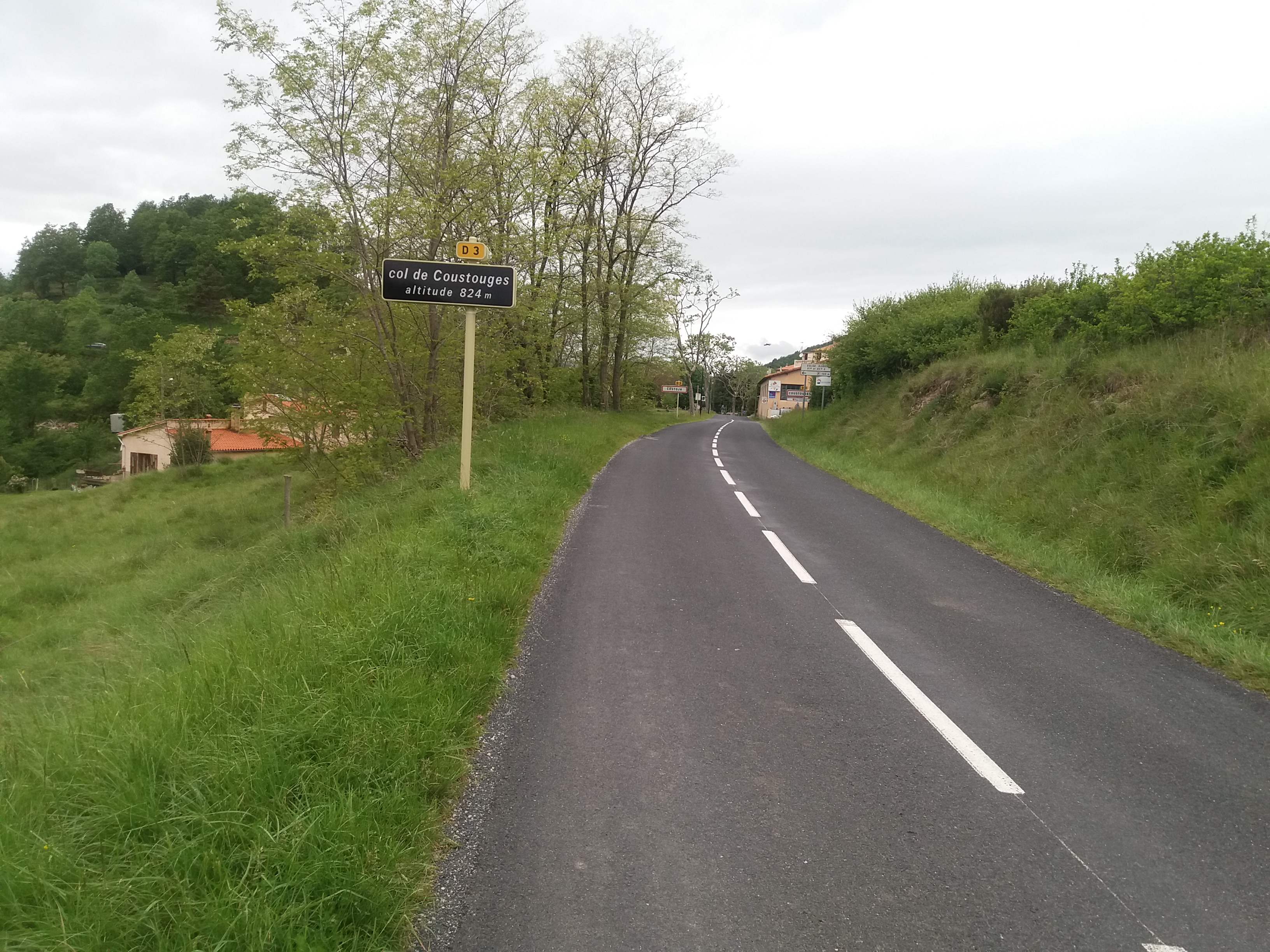
El Coll de Costoja des de l'est

El Coll de Costoja és una collada situada a 821,3 m alt en el terme comunal de Costoja, a la comarca del Vallespir (Catalunya del Nord), a prop del termenal amb Maçanet de Cabrenys.
Està situat a l'extrem sud-est de la població de Costoja, a la carretera D3.